# La Bouteille
La Bouteille è un comune francese di 515 abitanti situato nel dipartimento dell'Aisne della regione dell'Alta Francia. Esso comprende villaggi (la Hourbe e Foigny l'Arbalète) e numerose frazioni: les Etots, la Cense d'Aubenton, les Bassins, la Hugoterie, la Haute Bonde, les Carettes, la Cense des fontaines.
A Foigny vi era l'omonima abbazia, fondata da san Bernardo nel 1121, della quale tuttavia non resta più nulla.

## Società

### Evoluzione demografica
Abitanti censiti